# Belgacem Haba
Pour les articles homonymes, voir Haba.
Belgacem Haba (en arabe: بلقاسم حبة) est un scientifique algérien en électronique, né en 1957 à El M'Ghair, dans l'actuelle wilaya éponyme, en Algérie. Il est surnommé, « l'homme aux mille brevets ».

## Biographie
Il commence ses études à l'école primaire et au collège dans sa ville natale, puis rejoint le lycée Émir Abdelkader à Touggourt. Après avoir obtenu son baccalauréat en 1974, il intègre l'Université des sciences et de la technologie Houari-Boumediene où il obtient un diplôme d'études approfondies en physique en 1980. Par la suite, il obtient une bourse pour étudier à l'université de Stanford aux États-Unis en Californie où il est diplomé en physique appliquée, puis en science des matériaux tout en glanant un doctorat en énergie solaire,,,,.
Le professeur Haba rejoint IBM afin de travailler dans le domaine de l'application des rayons laser à la microélectronique. Par la suite il revient en Algérie, à l'Université de Biskra où il travaille comme professeur pour une courte durée.
Après six ans de travail au Japon, il revient aux États-Unis au sein d'une start-up.
En 1996, le professeur rejoint Xperi (anciennement Tessera), pour travailler à la miniaturisation des téléphones mobiles. Peu de temps après, leurs travaux sont utilisés dans presque tous les téléphones mobiles vendus aujourd'hui et dans lesquels ils s'assurent une part. Puis il fonde l'entreprise SiliconPipe, pour la revendre plus tard à Samsung. Après avoir rejoint Rambus, il intègre les technologies de la société Tessera dans le domaine des puces mémoires, de la mémoire des ordinateurs, des caméras de téléphones portables ainsi que la PlayStation 2 et 3. En 2013, il reçoit une offre de la Plateforme Google, mais  préfère retourner dans le centre de recherche dans lequel il commence et dans lequel il se trouve toujours jusqu'à présent,.
En 2022, il a déjà déposé plus de 444 brevets, et comme chaque invention contient plusieurs applications, il atteint le nombre de 1600 brevets et demandes de brevets dans le monde.
Le professeur travaille aux services scientifiques et commerciaux arabes en fournissant des conférences et des conseils spécialisés aux start-ups à l'intérieur et à l'extérieur des États-Unis.
Au mois d’août 2022, il lance dans la région de Rahmania à Alger une université baptisée Numidia Institute of Technolgy, qui donne aux étudiants la possibilité de poursuivre des études dans le domaine de l’intelligence artificielle, de la cyber sécurité, des systèmes autonomes et du cloud computing.

## Distinctions et honneurs
Parmi les récompenses et distinctions que Haba a reçues figurent,,, :
- Meilleur inventeur de NEC Corporation au Japon en 1992
- Meilleur inventeur de la société américaine Tessera: 2004, 2005, 2006, 2007
- Classé parmi les 100 inventeurs les plus productifs au monde: 2008, 2012, 2014, 2015.
- Lauréat du (Award for the fold-over) en 2003
- Lauréat du (Arab Scholar Award), organisé par Techwadi, États-Unis, en 2007
- Gagnant du prix (Frost & Sullivan) en 2013
- Médaille du scientifique algérien par la Fondation Ficus en 2015
- L'un des fondateurs de l'AAF-CEST, Fondation algéro-américaine pour la culture, l'éducation, la science et la technologie
- Contributeur à la mise en place de l'Algerian Start Up Initiative ASI
- Fondateur du site des inventeurs algériens
- En 2021, il a été décoré de la  médaille de l’Ordre de mérite national au rang de Achir, par le président algérien Abdelmadjid Tebboune[19].

Belgacem Haba – Chercheur émérite Portrait de Belgacem Haba – Chercheur émérite par l'association Odyssée Céleste, juillet 2021, par Halim Bennadja